# 胡贝图斯堡条约
《胡貝圖斯堡條約》（德語：Frieden von Hubertusburg）是1763年2月15日普魯士、奧地利和薩克森在胡貝圖斯堡城堡簽署的條約，藉以結束第三次西里西亞戰爭；它與五天前簽署的巴黎條約一同標誌著七年戰爭的結束。該條約結束了歐洲大陸的衝突，最終邊界與戰前沒有發生太大變化，奧地利和薩克森放棄了對在1742年柏林條約和1745年德累斯頓條約中割讓給普魯士的西里西亞的所有領土要求。普魯士由此邁入了歐洲強國的行列，而該條約加強了其與奧地利的競爭。